# На краю хаосу
На краю хаосу (італ. Ai margini del caos) — роман у жанрі фантастичний технотрилер італійського письменника Франко Ріккарделло.

## Зміст
У журналі «Уранія», де твір уперше видано, його поділили на 15 розділів, з варіантом електронної книжки він складається з 84 частин. За зміст умовно його поділяють на 5 частин.
Молодиця Вітторія Росса Альтьєрі (Вік), яка є дружиною Вертера Бінді, професора сучасної історії Туринського університету і експерта з нацизму, почувається погано в музеї перед роботою Арнольда Бекліна «Острів мертвих» (його 5-м варіантом). На захід випадково потрапляє журналіст-фрілансер Леонідо Кассіно (Ніко). Вік стверджує, що пережила транс перед картиною, під час якого вона перейшла у свідомість відомого нациста в останні дні світової війни. Вік переживає ще один транс перед другою версією «Острова Мертвих».
Відштовхуючись від гіпотези синдрому Стендаля, викликаної баченням відомих творів мистецтва, Ніко змушений змінити свою скептичну думку: щоразу, коли Вік опиняється на «Острові Мертвих», він впадає в транс і живе жахливими спогадами: 5 осіб, які безпосередньо контактували з Гітлером, замкнені в бункері в Берліні, в останні дні перед самогубством диктатора. Ніко та Вік виявляють, що картина перетнула свідомість XX століття, як ікона, надихаючи музику та живопис, романи та вірші, театр і кіно. Третя версія картини навіть була особистою власністю Гітлера.
Гіпотеза Ніко полягає в тому, що Вік перебуває в психічному стані на межі з колективним несвідомим, де він відчуває жорстокі галюцинації під час падіння Третього Рейху: стан, дуже схожий на визначення краю хаосу згідно з Теорією складності. Роздратована жорстокістю переживань трансу, Вік тягне Ніко з собою через всю Європу, від Турина до Лейпцига й до Берліна, шукаючи ознаки естетичного впливу «Острова Мертвих» на культуру ХХ століття. Їм доводиться мати справу з досвідом вторгнення у свідомість письменника Філіпа Діка. Останнє зіткнення з долею Вік відбудеться в драматичному епілозі на англійському кладовищі у Флоренції, над могилою Арнольда Бекліна.

## Критика
Роман також характеризують як фантастичний трилер на фоні історії та мистецтва. Автор зводить героїв до літературної вигадки наративного механізму, який служить для виявлення збігів між реальними подіями. Сам Франко Ріккарделло називає Вік і Ніко протагоністами, а картину «Острів Мертвих» — антагоністом Герої роману викликають суперечливі думки: персонажі без будь-якої глибини, чиї стосунки дивним чином діють марно, існує сильний контраст між товариською ситуацією та історіями потойбіччя, стенограмами з п'яти переживань трансу Вік.

## Теми
- теорія хаоса та її вплив  на дії та відчуття головних героїв
- розкриття свого варіанту бачення змістовної та філософської сутності картини «Острів Мертвих».
- представлення останніх днів Адольфа Гітлера